# Mandzsu nyelv
A mandzsu nyelv az altaji nyelvcsaládon belül a mandzsu-tunguz nyelvek családjába tartozik. Legközelebbi rokonai Szibériában az even és evenki nyelvek, és a Kínában 20 ezer ember által beszélt sibo nyelv. Kihalófélben levő nyelv: a ma élő közel tízmillió mandzsu nemzetiségű lakosságon belül kevesebb, mint 70 ember beszéli anyanyelvként. Agglutináló nyelv, magánhangzó-harmónia jellemzi.

## Történet
A Csing-dinasztia megalapítása után körülbelül kétszáz évig a mandzsu volt a kínai kormányzat elsődleges nyelve, egyben közvetítőnyelv. Az 1640-es évektől kezdve mind több mandzsu költözött a Sanhaiguan-hágótól délre, és átvette a mandarin nyelvet. Később, ahogyan mind több han kínai költözött a hágótól északra, az itt lakó mandzsuk is egyre inkább a mandarin nyelvet használták. A mandzsu középosztály sokáig beszélte a nyelvet, de 1900-ra már csak 1 százalék tudta olvasni és 2 ezrelék tudta beszélni. A mandzsut azonban továbbra is tanították, sőt a mesterlövészeknek ebből a nyelvből kellett vizsgázni. Az utolsó császárt, Pu Jit is tanították erre a nyelvre, azonban ő ezt nem tanulta meg folyékonyan beszélni. 2007-ben már csak két faluban, a Fuye megyei Sanjiaziban, illetve az aihui Dawujiaban vannak anyanyelvi beszelők. Mandzsúria területét ugyanakkor teljes egészében elkínaiasították. A 2011-ben készült dél-koreai film, a Choejongbyeonggi Hwal a mandzsu nyelvet mutatja be.

## Írásmód
Saját írással rendelkezik, amelyet Kína meghódítása előtt dolgoztak ki az ujgur írásból. Nurhacsi vezér (1559-1626) rendelte el a mandzsu írás kidolgozását 1599-ben, a hagyományos mongol írásból. Ennek a betűírásnak a különlegessége, hogy akárcsak a mongolt – és annak ősét, az iszlám előtti régi ujgur írást – ezt is fentről lefelé írják, az oszlopok pedig balról jobbra haladnak. Fonetikáját a dzsürcsi írásból kölcsönözte. A legtöbb betűnek van szó eleji, szó közbeni és szóvégi alakja. A magánhangzóknak ezen kívül egyedülálló alakjuk is létezik. Néhány mássalhangzó aszerint is különböző formát ölt, hogy milyen magánhangzó előzi meg, vagy következik utána.